# Moacyr Scliar
Jaime Moacyr Scliar, född den 23 mars 1937 i Porto Alegre, död den 27 februari 2011 på samma ort, var en brasiliansk författare av judiskt ursprung.
Scliars föräldrar var ryska judar som utvandrade från Bessarabien 1919. De gav sonen ett brasilianskt indianskt namn för att hedra sitt nya hemland. Scliar började tidigt skriva, till att börja med historier om hans bostadsområde i Porto Alegre. Hans första utgivna bok var novellsamlingen Histórias de médico em formacão från 1962, samma år som han började studera medicin. 1968 kom hans första betydande verk, novellsamlingen O carnaval do animais. Han gav ut över femtio böcker inom flera genrer: noveller, romaner, essäer, barnböcker och krönikor.
Scliars författarskap präglas av hans bakgrund som invandrare och de sociala frågor han stött på under sin verksamhet som läkare. Han var medlem i Academia Brasileira de Letras.

## Svenska översättningar
- Kentauren i trädgården (O centauro no jardim, 1980) (översättning Jens Nordenhök, Tiden, 1988)
- [Bidrag] i antologin En färd mot vindens ansikte: en latinamerikansk antologi (En bok för alla, 1998)
- Diamanten i den inre natten (Na noite do ventre, o diamante) (översättning: Ulla M. Gabrielsson, Stockholm: Brasiliens ambassad, 2012)